# Vladimír Blucha
Vladimír Blucha (6. července 1931 Mokré Lazce u Opavy – 20. listopadu 2020) byl český regionální historik, geograf, kronikář, vlastivědný pracovník a pedagog, který napsal řadu článků a několik knih o historii Krnova.

## Život
Německé úřady ve vládním obvodě Opava v Sudetech ho v roce 1938 přejmenovaly z Vladimíra na Waldemara. Na konci války, když přišla do Mokrých Lazců fronta, úplně vyhořel pronajatý domek, ve kterém Bluchovi bydleli. Tak se v červnu 1945 usadili v pohraničí v Krnově. Vladimír Blucha maturoval v roce 1950 na krnovském gymnáziu. Druhou maturitu vykonal v roce 1957 a tím získal kvalifikaci jako učitel pro 1.–5. postupný ročník. Po základní vojenské službě pracoval na ONV v Krnově, kde byl až do roku 1960 inspektorem pro kulturu. Poté dálkově vystudoval Pedagogický institut v Ostravě, obory matematika a zeměpis. V letech 1960–1970 učil na 1. ZDŠ na Dvořákově okruhu 2 a od roku 1970 do roku 1990 učil na 3. ZDŠ na Opavské ulici. Od srpna 1990 byl vedoucím Okresního pedagogického střediska v Nových Heřminovech. V letech 1965–1969 a v letech 1990–2000 byl kronikářem města Krnova. Jeho články vycházely v různých novinách a časopisech. Byl čestným členem Matice slezské a také předsedou jejího krnovského odboru. Byl členem Čs. společnosti geografické, Čs. společnosti archeologické a České numismatické společnosti. Byl ženatý a měl dceru RNDr. Lenku Bucherovou-Fišerovou (* 1964, roz. Bluchovou), Ph.D., která je vysokoškolskou učitelkou a překladatelkou chemické angličtiny.
Nejznámější je jeho kniha Velký požár (2002). Žánr tohoto díla by se dal charakterizovat jako „historický obraz“, jednotlivé kapitoly, popisující příběh jednotlivých Krnovanů v jednom zajímavém historickém období, se skládají v celkový obraz tohoto období. Kniha tak připomíná např. obrazy Hieronyma Bosche, na kterých sledujeme jednotlivé drobné scény, které dohromady tvoří zvláštní atmosféru celého výjevu.

## Dílo
- Kronika města Krnova za roky 1965-1969[nedostupný zdroj] a 1990-2000
- Historie města Krnova (1969; in: Vladimír Blucha, Ladislav Zapletal (1969): Krnov: historie a geografie města)
- Stručné dějiny města Krnova (199?)
- Obrázky z dějin Krnova (1993)
- Klíč k domovu: Čtení o Krnovsku pro mládež i dospělé (1995)
- Vysoké nebe: historická freska o životě na Krnovsku v 16. století (1998)
- Historia regionu głubczycko-krnowskiego (200?; spolu s Katarzynou Maler)
- Velký požár: (Krnov 1779) : historický obraz ze života v Krnově v 18. století (2002)
- Město Krnov: průvodce po památkách (2003)
- Prožil jsem krásný život: sborník vzpomínek o tom, jak jsme chtěli bránit republiku a o životě v osvobozeném Krnovsku (2005; spolu s Naděždou Paprskarzovou)
- Město mezi dvěma řekami: čtení o pozoruhodné historii města zvaného Kyrnow, Jegerdorf, Carnovia, Jägerndorf, Karniów, Krnov (2007)
- Řeka mého rodu a rod mé řeky: obrázky ze života obyčejného slezského rodu (2011)
- Králův syn: osudy opavského vévody Mikuláše ve 13. a 14. století (2012)
- Klíč k domovu: Čtení o Krnovsku pro mládež i dospělé (2013; 2. vydání)
- Příběh bronzových rolniček v újezdu Kyrnow (2014)